# Justus Hecker
Justus Friedrich Karl Hecker (Erfurt, 5 gennaio 1795 – Berlino, 11 maggio 1850) è stato un medico tedesco, le cui opere compaiono nelle principali in enciclopedie e riviste mediche del suo tempo.
In particolare, si dedicò allo studio delle malattie in relazione alla storia umana, approfondendo le tematiche inerenti alla peste, al vaiolo, alla mortalità infantile, alle coree e alla malattia del sudore.